# Conor Harrington

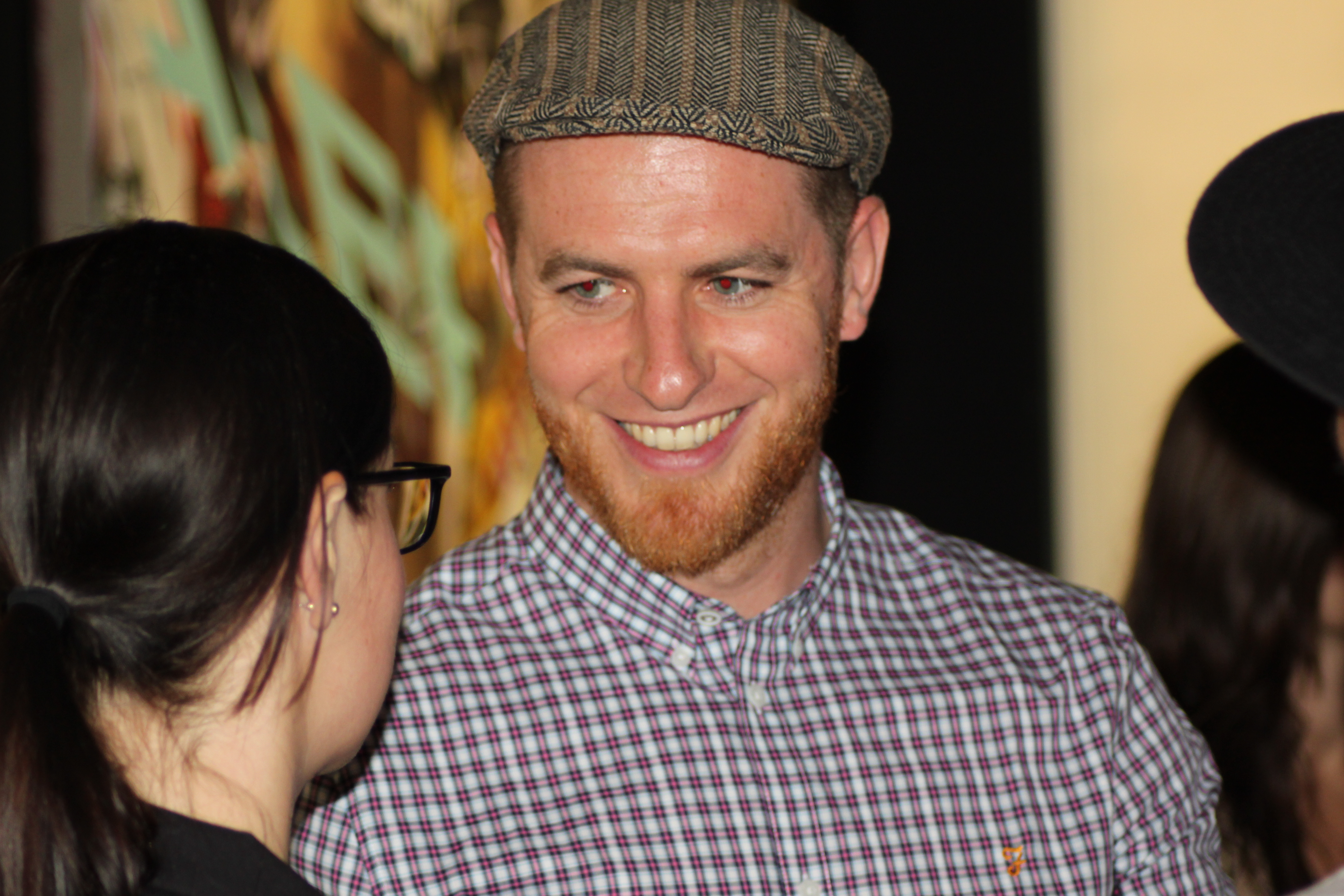
Conor Harrington (2010)

Conor Harrington (* 1980 in Cork) ist ein irischer Maler und Graffiti-Künstler, der in London lebt und arbeitet.

## Leben und Werk
Harrington studierte an der Limerick School of Art and Design von 1998 bis 2004. Während der Ausbildung schuf er Graffiti in Cork. Da er die irische Kunstszene als nicht empfänglich für seine Graffiti-Kunst empfand, zog er 2004 nach London.
Harringtons Sujet ist der Kampf. Harrington ist spezialisiert auf schwarz-weiße große Abbildungen von Kämpfenden. Die Kleidung der Kombattanten ist an die Mode des 18. Jahrhunderts angelehnt. Die Graffiti erinnern an Gemälde, haben einen Sfumato-Effekt, sind bisweilen verwischt.
Bei einer Auktion 2015 bei wurde sein Werk Dance with the Devil von 2013 für 77.500 Pfund ($116,413) bei Bonhams in London versteigert und übertraf damit bei weitem Banksys zur selben Zeit angebotenes Werk.

## Ausstellungen (Auswahl)
Einzelausstellungen
- 2014: Eat And Delete, Lazarides pop-up, New York
- 2013: A Whole Lot of Trouble for a Little Bit of Win, The Outsiders, London
- 2012: Dead Meat, Lazarides Rathbone, London
- 2009: Headless Heroes, Lazarides Rathbone, London
- 2008: Weekend Warriors, The Outsiders London

Gruppenausstellungen
- 2015: Hang-Up Collections Volume III, Hang-Up Gallery, London
- 2015: Spring Group Show, Mead Carney Fine Art, London
- 2014: Art Truancy: Celebrating 20 Years of Juxtapoz Magazine, Jonathan LeVine Gallery, New York
- 2013: Brutal, Lazarides Gallery, London
- 2013: Twente Biënnale, Twente Biënnale, Enschede
- 2012: Bedlam, Lazarides pop-up, Old Vic Tunnels, London
- 2011: The Minotaur, Lazarides pop-up, Old Vic Tunnels, London
- 2008: The Outsiders New York, Lazarides pop-up, New York
- 2008: Outsiders, Lazarides Rathbone, London[3]